# Aída Gómez
Aída Gómez Agudo (* 12. Juni 1967 in Madrid) ist eine spanische Tänzerin und Choreografin des klassischen spanischen Tanzes und des Flamenco.

## Die Anfänge
Aída Gómez wuchs in einfachen Verhältnissen auf. Schon in früher Kindheit zeigte sie Talent und Begeisterung für den Tanz. Ihre Mutter, die als Reinigungskraft unter anderem Bühnen säuberte, wendete alle ihre frei verfügbaren Mittel auf, um der Tochter professionellen Tanzunterricht zu bezahlen. So konnte Aída mit sieben Jahren ihre ersten Kurse in einer Tanzschule besuchen. Drei Jahre später begann sie ihre Ausbildung in klassischem Tanz. 1979 erhielt sie ein Ehren-Stipendium am Konservatorium in Madrid. Sie erhielt Unterricht bei Juana Taft, Maestro Ontín, Pilar de Oro, Aurora Pons, Merche Esmeralda, Juanjo Linares, Paco Fernández, Carmina Ocaña, María Magdalena, Ciro, La Tati, Manolete, Lola de Ávila, Luis Fuente, Aurora Bosch und Victoria Eugenia.
1981, als sie grade 14 Jahre alt war, wurde Antonio Ruiz Soler auf sie aufmerksam, der damals das Ballet Nacional de España leitete. Er sah sie einige Sevillanas tanzen und engagierte sie. Von nun an wurde das Ballet Nacional für 20 Jahre mit wenigen Unterbrechungen ihr Lebensmittelpunkt.

## AmBallet Nacional de España
In den ersten Jahren am Ballet Nacional nahm sie an folgenden Aufführungen teil:
- Sonatas nach Antonio Soler; Erstaufführung 1982
- Don Quijote, Erstaufführung ebenfalls 1982;
- Danza y tronío (1984);
- Ritmos (1984);
- Medea (1984).

1985 wurde sie zur Primaballerina ernannt. Es folgten:
- Doña Francisquita als Tänzerin der Titelrolle (1985);
- Seis sonatas para la reina de España (1985);
- Laberinto (1985);
- Bolero (1987);
- Zarabanda (1988), von José Antonio speziell für sie choreografiert;
- Homenaje (1988);
- Fandango nach Antonio Soler (1988);

- Soleá (1988);
- Don Juan in der Rolle der Doña Inés (1989);
- La vida breve nach Manuel de Falla (1992);
- Albaicín (1992);
- Taranto (1994);
- A mi aire (1994);
- A ritmo y compás (1994).

1996 unterbrach sie für einige Monate ihr Engagement beim Ballet Nacional, um sich als eingeladener Gaststar der Kompanie von Joaquín Cortés anzuschließen. Sie tanzte in dessen Neuinszenierung von Pasión gitana. Ein Jahr später tanzte sie bei der Eröffnungsgala des Teatro Real die Rolle der Müllerin in Manuel de Fallas Sombrero de tres Picos. Für diese Darbietung wurde sie 1998 mit dem Premio MAX als beste Tänzerin des Jahres ausgezeichnet.
Einer Einladung von Maurice Béjart folgend unterrichtete sie 1997 spanischen Tanz an dessen École Rudra in Lausanne. Im selben Jahr wagte sie zum ersten Mal die Gründung einer eigenen Kompanie. Mit ihr präsentierte sie im Dezember 1997 in Salamanca Solos en compañía. Sowohl die Choreografie als auch die Kostüme zu dieser Inszenierung hatte sie selbst entworfen.
1998 wurde sie als Leiterin des Ballet Nacional berufen. Sie war die jüngste Person, die jemals diesen Posten innehatte. Mit jungen Choreografinnen und Choreografen brachte sie neue Formen des Tanzes auf die Bühne, um damit ein neues Publikum zu gewinnen. Sie inszenierte 1998 Mensaje und 1999 Semblanzas. Besonderen Eindruck hinterließ ihre ideenreiche Choreografie Silencio rasgado von 1998, in der sie selbst auch als Tänzerin auftrat. Auch das Stück Sevilla von 1999 choreografierte sie selbst und trat darin auf. Weitere eigene Auftritte hatte sie 1998 in Poeta, 1999 in A ciegas und in Carmen und 2000 in Mirabrazo.
2000 erhielt sie die Silbermedaille des Instituto de Cultura del Teatro Bellas Artes der Republik Mexiko.
Wegen Konflikten mit dem Ensemble musste sie 2001 ihre Direktorenstelle aufgeben und das Ballet Nacional verlassen.

## Künstlerische Arbeit ab 2001
Danach nahm sie erneut den Aufbau einer eigenen Kompanie in Angriff. Ihr Debüt hatte die Truppe im April 2002 in Madrid mit Salome. Für die dramaturgische Leitung konnte sie Carlos Saura gewinnen. Roque Baños und Tomatito schrieben die Partitur, ein Crossover von Flamenco und orientalischer Musik mit Anklängen an die klassische Oper. José Antonio gestaltete die Choreografie. Sie selbst übernahm die künstlerische Leitung und tanzte die Titelrolle. Javier Toca tanzte die Rolle von Johannes dem Täufer, Paco Mora die Rolle des Herodes und Carmen Villena die Rolle der Herodias.
Carlos Saura inszenierte Salomé auch als Kinofilm. Der Film erhielt den Preis als bester künstlerischer Beitrag beim Montreal World Film Festival. Beim Filmfestival von Valladolid wurde er mit dem Preis für die beste Filmmusik ausgezeichnet. Aída Gómez selbst wurde 2004 für ihre tänzerische Darbietung in Salomé mit dem Premio Nacional de Danza ausgezeichnet.
2003 inszenierte sie Sueños am Mailänder Teatro alla Scala und choreografierte Duende für Red Nacional de Teatros, das spanische nationale Theaternetzwerk. 2004 trat sie als eingeladener Gaststar in Miguel Ángel Bernas Inszenierung Mudejar am Teatro Real in Madrid auf. 2005 nahm sie an der Ehrengala für Antonio Gades am Teatro de la Zarzuela in Madrid teil. Im Film Iberia von Carlos Saura tanzte sie zur Gitarre von Jorge Pardo das Stück Cádiz.
Beim Festival von Jerez de la Frontera von 2006 brachte sie ihre Fassung von Carmen auf die Bühne. Emilio Sagi leitete die Dramaturgie, José Antonio Rodríguez übernahm die musikalische Leitung, und sie selbst tanzte die Titelrolle und gestaltete die Choreografie. José María Huertas tanzte die Rolle des Don José.
Permíteme bailarte, das sie 2008 im Teatro Albéniz in Madrid auf die Bühne brachte, ist gleichzeitig eine Hommage und eine Neuerfindung des charakteristischen spanischen Tanzes, der sogenannten Escuela bolera. Aída Gómez kombinierte eine Reihe traditioneller und bekannter spanischer Musikstücke: Goyescas, La vida breve, Fandango del Candil, den Fandango von Luigi Boccherini und Capricho español – mit Choreografien von Rubén Olmo zu Musik von Juan Parrilla.
Mit Adalí setzte Aída Gómez 2012 in Madrid ihre Auffassung des zeitgenössischen Flamenco in Szene. Der Name des Stücks bedeutet Madrid in der Sprache der Calé. Es beschreibt eine Reise durch Madrid Ort der Vereinigung von Kulturen. Es setzt mit seiner Choreografie zur Musik von Juan Parrilla einen bewusst modernen Kontrapunkt zur orthodox-traditionalistischen Auffassung des Flamenco. Sie wolle dazu beitragen, den Flamenco ins 21. Jahrhundert zu führen:

«Dentro de ese universo que es la danza española, el arte del baile flamenco ocupa su lugar, señero, importante, definitorio e influyente. Si el siglo XX fue el de la entronización del flamenco teatral, el XXI será también el de enfrentar esas poderosas tradiciones de cara al futuro.»

„In jenem Universum des spanischen Tanzes besetzt der Flamenco seinen Platz, einzigartig, wichtig, entscheidend und einflussreich. Wenn das 20. Jahrhundert die Inthronisation des theatralischen Flamenco war, wird das 21. vielmehr diese mächtigen, kostbaren Traditionen mit der Zukunft konfrontieren.“

Erneut führte sie Adalí 2015 in Madrid mit ihrer Kompanie auf.
2012 wurde ihr Ensemble als residente Kompanie an das Teatro Mira in Pozuelo de Alarcón berufen. Damit fand es eine feste örtliche Heimstatt für Proben und Aufführungen sowie eine gewisse finanzielle Sicherheit. 2013 organisierte sie dort eine Tanzgala mit eingeladenen Künstlern. Neben dem Flamenco wurde vor ausverkauftem Saal zeitgenössischer Tanz geboten.
In Bilbao brachte sie 2013 Carmen mit ihrer Kompanie von 20 Tänzerinnen und Tänzern auf die Bühne. Ihre Choreografie ist zwar beeinflusst von der früheren Interpretation von José Antonio sowie von Carlos Sauras‘ Choreografie aus dessen bekanntem Film. Im Wesentlichen orientierte sie sich jedoch direkt an Prosper Mérimées Erzählung und an George Bizets Oper und schuf aus ihrem eigenen Verständnis dieser Quellen ihre eigene Fassung.
2015 wurde sie als Direktorin des Tanzfestivals Madrid en Danza berufen. Neben dem spanischen Tanz setzt sie seitdem moderne Programmakzente, mit führenden jungen Choreografen wie Pablo Esbert Lilienfeld, Jean Philippe Dury, Daniel Doña, Chevy Muraday, Peter Agardi und Daniel Abreu. Von den 18 eingeladenen Kompanien kamen 12 aus Spanien, die übrigen aus den Vereinigten Staaten, Japan, Frankreich und aus Deutschland, das von der Dresden Frankfurt Dance Company vertreten wurde. Beim Festival 2016 standen das Stuttgarter Ballett, das Londoner Royal Ballet und das Wiener Staatsballett als eingeladene Ensembles von Weltrang auf der Bühne. Für das Festival 2017 konnte sie unter anderem Antonio Canales und Israel Galván als renommierte Künstler gewinnen.
2016 tanzte sie im römischen Theater von Mérida La guerra de las mujeres gemeinsam mit Antonio Canales zum Gesang von Estrella Morente. Das Stück ist eine Flamenco-Fassung von Aristophanes’ antiker Komödie Lysistrata.

## Künstlerische Würdigung und Rezeption
Aída Gómez gilt als eine außergewöhnlich vielseitige Tänzerin, die eine überaus große Bandbreite an Tanzgattungen beherrscht. Die Kritikerin Cristina Marinero charakterisierte sie mit diesen Worten:

«Aída Gómez es una de las bailerinas más importantes que ha dado nuestra danza: no ha habido estilo ni escuela que se le resistiese, desde la base académica que siempre dominó, hasta el flamenco, pasado por la Escuela Bolera, donde su técnica afinadísima y su respeto por las formas propias de este baile histórico y crucial que tan poco se ve sobre la escena le convirtieron en el mejor de sus intérpretes de los ultimos años.»

„Aída Gómez ist eine der wichtigsten Tänzerinnen, die unser Tanz hervorgebracht hat: Es gab weder einen Stil noch eine Schule, die ihr widerstrebt hätte, von der akademischen Grundlage, die sie immer beherrschte, bis zum Flamenco, und auf dem Weg dorthin die Escuela Bolera. Ihre allerfeinste Technik und ihr Respekt für die eigenen Formen dieses historischen und heiklen Tanzes, der so selten auf der Bühne zu sehen ist, entwickelte ihn zum Besten, was seine Interpreten in den letzten Jahren gezeigt hatten.“

Auch Aída Gómez selbst betonte in einem Interview 2015 ihre Verbundenheit mit der Escuela Bolera, für deren Inszenierung sie ihren Tänzerinnen und Tänzern höchste technische Fertigkeit abverlange.
Das Kulturzentrum Mira in Pozuelo de Alarcón würdigte sie 2014 mit einer Ausstellung als Avantgardistin des spanischen Tanzes.